# Стен
Стен (фр. Stains) град је у Француској, у департману Сена Сен Дени.
По подацима из 1999. године број становника у месту је био 32.839.

## Демографија
| 1962.  | 1968.  | 1975.  | 1982.  | 1990.  | 1999.  | 2011.  |
| ------ | ------ | ------ | ------ | ------ | ------ | ------ |
| 27.503 | 32.169 | 35.545 | 36.079 | 34.879 | 32.839 | 34.830 |

## Градови побратими
- Чесант